# Graphe universel
En mathématiques et en informatique théorique, un graphe universel est un graphe infini qui contient tous les graphes finis (ou dénombrables) comme sous-graphes.
Le premier graphe universel a été introduit par Richard Rado, et s’appelle le graphe de Rado (encore appelé graphe aléatoire). C'est l'analogue des nombres univers qui contiennent dans leurs décimales toutes les suites finies de chiffres.